# Hertzing
Hertzing é uma comuna francesa na região administrativa de Grande Leste, no departamento de Mosela. Estende-se por uma área de 1,54 km². Em 2010 a comuna tinha 189 habitantes (densidade: 122,7 hab./km²).